# Cáceres (stad)
Cáceres is een stad en gemeente in de Spaanse regio Extremadura. Het is de hoofdstad van de gelijknamige provincie. De gemeente Cáceres heeft 95.814 inwoners (1 januari 2016) en een oppervlakte van 1750 km². Het mooiste gedeelte van de stad bevindt zich in de oude stadswijk. De stad werd in 1985 door UNESCO op de lijst van werelderfgoed geplaatst.

## Geschiedenis
Cáceres is sinds de oudheid een middelpunt geweest van vele rassen en culturen. De oudste muurschilderingen die zijn gevonden zijn meer dan 30.000 jaar oud en bevinden zich in de grotten van Maltravieso. De eerste nederzetting was Romeins genaamd Norbensis Caesarina gesticht door Lucio Cornelio Balbo en dateert uit 25 v.Chr. Wat rest van deze nederzetting is een stadspoort genaamd “Arco del Cristo” of “Puerta del Rio”. Na de val van de Romeinse bezetting is verder weinig bekend wegens gebrek aan informatie. Vanaf de 8e eeuw vinden er gevechten plaats tussen de Moren en christenen en in 1169 herovert Ferdinand II van León Cáceres uit handen van de Moren. In 1170 wordt er een ridderorde opgericht (Los Fratres de Cáceres) met als doel de stad te verdedigen.
Nadat Alfons IX van León Cáceres in 1227 had veroverd, kwam de stad als handelsgebied tot bloei en gingen koop- en later edellieden zich er vestigen. Ze staken elkaar de loef af met landhuizen en paleizen met wachttorens, waarvan de meeste in 1476 op last van het koningspaar Isabella en Ferdinand werden afgebroken om de voortdurende strijd om de macht een halt toe te roepen.
De huidige, rustige renaissancestad dateert uit de 15e en 16e eeuw. Na die tijd trad het economisch verval in. Cáceres bleef de oorlogen van de 19e en 20e eeuw bespaard.
Op het grote plein (Plaza Mayor) in het oude centrum kan men de trappen naar boven nemen. Na onder de poort door te zijn gegaan is men in het oude ommuurde gedeelte, een overblijfsel van een Romeinse stad, met zijn statige panden en romantische straatjes.
Het eerste plein in deze oude Romeinse stad is het Plaza de Santa María. Hier staat ook de uit de 13e eeuw daterende kathedraal. Volgens historici werd ze gebouwd tussen 1169 en 1173 toen de stad enige tijd onder christelijk bestuur stond.
Naast de kathedraal staat het Palacio Carvajal. Hier is tegenwoordig een informatiepunt gevestigd. Het gebouw heeft een ronde toren en dateert uit de 12e eeuw. Verderop liggen nog een aantal kerkjes, waaronder de Iglesia de San Francisco Javier. Ook staat hier de Casa de los Becerra. Een andere bezienswaardigheid is het Casa-Museo Guayasamín, gewijd aan de Ecuadoraanse kunstenaar Oswaldo Guayasamín.

## Demografische ontwikkeling
Bron: INE; 1857-2011: volkstellingen

## Geboren in Cáceres
- Eva González Pérez (1973), advocaat
- Fernando Morientes (1976), voetballer
- José Antonio Pecharroman (1978), wielrenner

Albacete · Alicante · Almería · Ávila · Badajoz · Badalona · Barcelona · Bilbao · Burgos · Cáceres · Cádiz · Cartagena · Castelló de la Plana · Ceuta · Ciudad Real · Córdoba · A Coruña · Cuenca · Elche/Elx · Gijón · Girona · Granada · Guadalajara · L'Hospitalet de Llobregat · Huelva · Huesca · Jaén · Jerez de la Frontera · León · Lleida · Logroño · Lugo · Madrid · Málaga · Melilla · Mérida · Móstoles · Murcia · Oviedo · Ourense · Palencia · Palma · Las Palmas de Gran Canaria · Pamplona · Pontevedra · Sabadell · Salamanca · San Sebastián · Santa Cruz de Tenerife · Santander · Santiago de Compostella · Segovia · Sevilla · Soria · Tarragona · Terrassa · Teruel · Toledo · Valencia · Valladolid · Vigo · Vitoria-Gasteiz · Zamora · Zaragoza
Alhambra, Generalife en Albaicín, Granada ·
Kathedraal van Burgos ·
Historisch centrum van Córdoba ·
Klooster en plaats van het Escorial, Madrid ·
Werken van Gaudí ·
Grot van Altamira en de paleolithische grotkunst van Noord-Spanje ·
Monumenten van Oviedo en het koninkrijk Asturië ·
Oude stad Ávila met de Kerken-buiten-de-Muren ·
Oude stad Segovia en aquaduct ·
Santiago de Compostella (oude stad) ·
Nationaal park Garajonay ·
Historische stad Toledo ·
Mudéjararchitectuur van Aragón ·
Oude stad Cáceres ·
Kathedraal, Alcázar en Archivo General de Indias in Sevilla ·
Oude stad Salamanca ·
Klooster van Poblet ·
Archeologisch ensemble van Mérida ·
Pelgrimsroute naar Santiago de Compostella ·
Koninklijk klooster van Santa Maria de Guadalupe ·
Nationaal park Doñana ·
Historische ommuurde stad Cuenca ·
La Lonja de la Seda van Valencia ·
Las Médulas ·
Palau de la Música Catalana en Hospital de Sant Pau, Barcelona ·
Monte Perdido ·
Kloosters van San Millán Yuso en Suso ·
Prehistorische rotskunst in de Coa Vallei en de Siega Verde ·
Rotskunst van het Middellandse Zeebekken op het Iberisch Schiereiland ·
Universiteit en historische parochie van Alcalá de Henares ·
Ibiza, biodiversiteit en cultuur ·
San Cristóbal de La Laguna ·
Archeologisch ensemble van Tarraco ·
Archeologisch Atapuerca ·
Catalaanse romaanse kerken van de Vall de Boí ·
Palmeral van Elche ·
Romeinse muur van Lugo ·
Cultuurlandschap van Aranjuez ·
Monumentale renaissance-ensembles van Úbeda en Baeza ·
Vizcayabrug ·
Oude en voorhistorische beukenbossen van de Karpaten en andere regio's van Europa ·
Nationaal park El Teide ·
Herculestoren ·
Cultuurlandschap van de Serra de Tramuntana ·
Erfgoed van kwik. Almadén en Idrija ·
Dolmens van Antequera ·
Kalifaatstad Medina Azahara ·
Cultuurlandschap van de Risco Caído en de heilige bergen van Gran Canaria  ·
Paseo del Prado en Parque del Buen Retiro, een landschap van kunst en wetenschap
Abadía · Abertura · Acebo · Acehúche · Aceituna · Ahigal · Alagón del Río · Albalá · Alcántara · Alcollarín · Alcuéscar · Aldea del Cano · Aldeacentenera · Aldeanueva de la Vera · Aldeanueva del Camino · Aldehuela de Jerte · Alía · Aliseda · Almaraz · Almoharín · Arroyo de la Luz · Arroyomolinos · Arroyomolinos de la Vera · Baños de Montemayor · Barrado · Belvís de Monroy · Benquerencia · Berrocalejo · Berzocana · Bohonal de Ibor · Botija · Brozas · Cabañas del Castillo · Cabezabellosa · Cabezuela del Valle · Cabrero · Cáceres · Cachorrilla · Cadalso · Calzadilla · Caminomorisco · Campillo de Deleitosa · Campo Lugar · Cañamero · Cañaveral · Carbajo · Carcaboso · Carrascalejo · Casar de Cáceres · Casar de Palomero · Casares de las Hurdes · Casas de Don Antonio · Casas de Don Gómez · Casas de Millán · Casas de Miravete · Casas del Castañar · Casas del Monte · Casatejada · Casillas de Coria · Castañar de Ibor · Ceclavín · Cedillo · Cerezo · Cilleros · Collado de la Vera · Conquista de la Sierra · Coria · Cuacos de Yuste · Deleitosa · Descargamaría · El Gordo · El Torno · Eljas · Escurial · Fresnedoso de Ibor · Galisteo · Garciaz · Garganta la Olla · Gargantilla · Gargüera · Garrovillas de Alconétar · Garvín · Gata · Guadalupe · Guijo de Coria · Guijo de Galisteo · Guijo de Granadilla · Guijo de Santa Bárbara · Herguijuela · Hernán-Pérez · Herrera de Alcántara · Herreruela · Hervás · Higuera · Hinojal · Holguera · Hoyos · Huélaga · Ibahernando · Jaraicejo· Jaraíz de la Vera · Jarandilla de la Vera  · Jarilla · Jerte · La Aldea del Obispo · La Cumbre · La Garganta · La Granja · La Pesga · Ladrillar · Logrosán · Losar de la Vera · Madrigal de la Vera · Madrigalejo · Madroñera · Majadas · Malpartida de Cáceres · Malpartida de Plasencia · Marchagaz · Mata de Alcántara · Membrío · Mesas de Ibor · Miajadas · Millanes · Mirabel · Mohedas de Granadilla · Monroy · Montánchez · Montehermoso · Moraleja · Morcillo · Navaconcejo · Navalmoral de la Mata · Navalvillar de Ibor · Navas del Madroño · Navezuelas · Nuñomoral · Oliva de Plasencia · Palomero · Pasarón de la Vera · Pedroso de Acim · Peraleda de la Mata · Peraleda de San Román · Perales del Puerto · Pescueza · Piedras Albas · Pinofranqueado · Piornal · Plasencia · Plasenzuela · Portaje · Portezuelo · Pozuelo de Zarzón · Pueblonuevo de Miramontes · Puerto de Santa Cruz · Rebollar · Riolobos · Robledillo de Gata · Robledillo de la Vera · Robledillo de Trujillo · Robledollano · Romangordo · Rosalejo · Ruanes · Salorino · Salvatierra de Santiago · San Martín de Trevejo · Santa Ana · Santa Cruz de la Sierra · Santa Cruz de Paniagua · Santa Marta de Magasca · Santiago de Alcántara · Santiago del Campo · Santibáñez el Alto · Santibáñez el Bajo · Saucedilla · Segura de Toro · Serradilla · Serrejón · Sierra de Fuentes · Talaván · Talaveruela de la Vera · Talayuela · Tejeda de Tiétar · Tiétar · Toril · Tornavacas · Torre de Don Miguel · Torre de Santa María · Torrecilla de los Ángeles · Torrecillas de la Tiesa · Torrejón el Rubio · Torrejoncillo · Torremenga · Torremocha · Torreorgaz · Torrequemada · Trujillo · Valdastillas · Valdecañas de Tajo · Valdefuentes · Valdehúncar · Valdelacasa de Tajo · Valdemorales · Valdeobispo · Valencia de Alcántara · Valverde de la Vera · Valverde del Fresno · Vegaviana · Viandar de la Vera · Villa del Campo · Villa del Rey · Villamesías · Villamiel · Villanueva de la Sierra · Villanueva de la Vera · Villar de Plasencia · Villar del Pedroso · Villasbuenas de Gata · Zarza de Granadilla · Zarza de Montánchez · Zarza la Mayor · Zorita
- Biblioteca Nacional de España: XX450588
- Gemeinsame Normdatei: 4085107-2
- Library of Congress Control Number: n79023198
- MusicBrainz: 7d81af08-6760-4557-b9bd-fbff1b34b68f
- Nationale Bibliotheek van Tsjechië: ge128983
- Nationale Bibliotheek van Israël: 987007554951905171
- Virtual International Authority File: 243447558